# Sailerbach
Der Sailerbach ist ein Fließgewässer im bayerischen Landkreis Rosenheim. Er entsteht an den Nordhängen des Dandlbergs, fließt zunächst durch Neubeuern, danach in weitgehend zum Inn parallelem Verlauf, teilweise auch im Landschaftsschutzgebiet Inntal Süd, bis er bei Thansau in die Rohrdorfer Achen mündet.
Im Sailerbach wurden die Fischarten Aal, Äsche, Bachforelle und Döbel gemeldet.